# Възкресяването на Каин
„Възкресяването на Каин“ или „Пристъп на безумие“ (на английски: Raising Cain) е американски филм на ужасите от 1992 г. на режисьора Брайън Де Палма с участието на Джон Литгоу, Лолита Давидович, Стивън Бауер и Франсис Стърнхаген.